# Eesti meistrid 1942
Alla fase finale del campionato parteciparono cinque squadre e il Tartu Prefektuuri Spordiring, vinse il titolo.

## Formula
Le squadre erano divise in quattro gironi preliminari. Le prime dei gironi più la seconda del girone Põhja-Eesti disputarono il titolo in un girone finale con gare di andata e ritorno (per altro non completato).

## Turni preliminari

### Põhja-Eesti
1. JS Estonia Tallinn
2. Tallinna SK
3. ESS Tallinna Kalev
4. Sport Tallinn
5. JS Estonia Tallinn B
6. VS Tallinna Sport B
7. Ellamaa

### Ida-Eesti
1. Narva SK
2. Rakvere SK
3. Kohta-Järve Võimula
4. Ambla Kalev

### Kesk-Eesti
1. Pärnu Tervis
2. Türi Spordiring
3. Viljandi Iinnameeskond
4. Põltsamaa Iinnameeskond
5. Paide Järvapojad

### Lõuna-Eesti
1. Tartu PSR
2. Tartu Kalev
3. Tartu JK
4. Valga SK
5. Võru Ilmarine

## Classifica finale
| Pos | Club                         | G | V | N | P | GF | GS | Dif | Punti |
| --- | ---------------------------- | - | - | - | - | -- | -- | --- | ----- |
| 1   | Tartu Prefektuuri Spordiring | 7 | 4 | 1 | 2 | 15 | 11 | +4  | 9     |
| 2   | JS Estonia Tallinn           | 7 | 4 | 0 | 3 | 17 | 11 | +6  | 8     |
| 3   | Pärnu Tervis                 | 7 | 3 | 1 | 3 | 21 | 17 | +4  | 7     |
| 4   | Narva Spordiklubi            | 4 | 2 | 0 | 2 | 9  | 8  | +1  | 4     |
| 5   | Tallinna Spordiklubi         | 7 | 2 | 0 | 5 | 10 | 25 | -15 | 4     |

G = Partite giocate; V = Vittorie; N = Nulle/Pareggi; P = Perse; GF = Goal fatti; GS = Goal subiti; Dif = differenza reti; 